# Mangifera griffithii
Mangifera griffithii är en sumakväxtart som beskrevs av Joseph Dalton Hooker. Mangifera griffithii ingår i släktet Mangifera och familjen sumakväxter. Inga underarter finns listade i Catalogue of Life.